# Faserland
Faserland är en roman från 1995 av den schweiziske författaren Christian Kracht. Den handlar om en man i sena 20-årsåldern som gör en resa genom Tyskland från nord till syd, med start på Sylt och med anhalter i Hamburg, Frankfurt, Heidelberg, München, Meersburg och slutligen Zürich i Schweiz. Vid varje anhalt deltar han i festande och lever ett utsvävande liv med droger och sex, iakttagande och deltagande i sin egen generations dekadens och infantilisering. Boken var författarens debutroman. Den gavs ut på svenska 2014 i översättning av Viktor Englund.

## Mottagande
Georg Diez skrev 2002 i Frankfurter Allgemeine Zeitung att Faserland var 1990-talets mest missförstådda bok. Diez skrev: "Det är en topografi över hedonism i ett stadium av förfall som Kracht tecknar, och han gör det lika pretentiöst som uppriktigt, lika avspänt som stilsäkert - ändå handlar Faserland om någonting annat: det är en mycket tysk bok, eftersom den helt utspelar sig i den inre ångestens virvelström. Det är den mörka dynamiken som driver berättelsen, kombinerat med ett hat mot detta land, vilket åter gör att hela företaget skulle kunna ses som väldigt tyskt, om inte Kracht i en hittills knappt beskådad metod hade gjutit in sitt hat i en kosmopolitisk och episkt rikare form: denna bok är präglad av den högre formen av hat, den är en produkt av äckel."